# Lînivka, Rojîșce
Lînivka (în ucraineană Линівка) este un sat în comuna Perespa din raionul Rojîșce, regiunea Volînia, Ucraina.

## Demografie
Componența lingvistică a localității Lînivka
     Ucraineană (98,77%)
     Rusă (1,23%)
Conform recensământului din 2001, majoritatea populației localității Lînivka era vorbitoare de ucraineană (98,77%), existând în minoritate și vorbitori de rusă (1,23%).